# La Jarre (film)
Pour les articles homonymes, voir Jarre.
Pour plus de détails, voir Fiche technique et Distribution.
La Jarre (خمره, Khomreh) est un film iranien de 1992, sorti en 1995 en France, réalisé par Ebrahim Forouzesh et avec Behzad Khodaveisi.

## Synopsis
Un village aux portes du désert central iranien. L'école du village. Au fond de la cour de l’école, sous un arbre qui la maintient à l’ombre, une grande jarre de grès. Les enfants de l'école, qui viennent régulièrement boire à la jarre. Et puis, un jour, cette jarre commence à fuir. Le maître d'école se trouve alors confronté à un problème essentiel...

## Fiche technique
- Titre : La Jarre
- Titre original : Khomreh
- Réalisation : Ebrahim Forouzesh
- Scénario : Ebrahim Forouzesh d'après une histoire de Houshang Moradi Kermani
- Production : Ali Reza Zarrin
- Photographie : Iraj Safavi
- Durée : 86 minutes
- Sortie : 3 mai 1995  France

## Distribution
- Behzad Khodaveisi : le maître d'école
- Fatemeh Azrah : Khavar
- Abbas Khavaninzadeh

## Distinctions
- Léopard d'or du festival de Locarno 1994
- Prix du jury du festival de São Paulo 1993